# Berberis philippinensis
Berberis philippinensis är en berberisväxtart som först beskrevs av Hisayoshi Takeda, och fick sitt nu gällande namn av J. E. Laferriere. Berberis philippinensis ingår i släktet berberisar, och familjen berberisväxter. Inga underarter finns listade i Catalogue of Life.